# Viñales
Viñales è un comune di Cuba, situato nella provincia di Pinar del Río, nella parte occidentale del paese e in prossimità di L'Avana. La provincia ospita il maggior numero di zone protette di tutta l’isola e in particolare, presso Viñales, è localizzato uno dei parchi nazionali principali, ovvero il Parco nazionale di Viñales o Valle di Viñales dichiarato Patrimonio mondiale dall’UNESCO nel 1999.
La località è stata proclamata Monumento Nazionale per la presenza di numerosi siti naturali, testimonianze legate all’antica Cuba coloniale visibili nell’architettura locale delle case, las casas bajas, costruzioni variopinte tipiche dell’isola e la conservazione della cultura guajira. La provincia di Pinar del Río possiede una rinomata cultura del tabacco e nei pressi di Viñales, definita anche come borgo guajiro, si situa la Casa del Veguero, una piantagione di tabacco che preserva i processi tradizionali della coltivazione dei sigari cubani.
Dal punto di vista naturalistico il territorio è contraddistinto dai mogotes, peculiari colline della zona di forma tondeggiante e si localizzano alcune grotte di stalattiti e stalagmiti come la Cueva del Indio e la Gran Caverna de Santo Tomás, il sistema di grotte più grande dell’isola di Cuba.